# Tthinatlitunne
Tthinatlitunne /Poeple of the forks/ (Tçi'nat-li' tûnnĕ'), jedna od bandi Mishikhwutmetunne (Coquille) Indijanaca, porodica athapaskan, nekad naseljeno na rijeci Coquille u Oregonu, na području današnjeg grada Coquille. Spominjeih Dorsey (1890)i Jour. Am. Folk-lore (iii, 232)